# ウイングス・グレイテスト・ヒッツ
| 専門評論家によるレビュー | 専門評論家によるレビュー |
| レビュー・スコア         | レビュー・スコア         |
| 出典                     | 評価                     |
| ------------------------ | ------------------------ |

『ウイングス・グレイテスト・ヒッツ』（英語: Wings Greatest）は、1978年に発売された、ウイングスのコンピレーションアルバム。このアルバムは、ポール・マッカートニーのビートルズ後のキャリアからの最初の公式レトロスペクティブリリースとして注目に値する作品である。

## 解説
ウイングス初であり、解散までに発売された唯一のベスト・アルバムである。1971年の「アナザー・デイ」から1978年のアルバム『ロンドン・タウン』までに発表された曲から12曲が選ばれている。
ベスト・アルバムの計画は1974年頃からあり、当初はヒット曲と未発表曲を収録した2枚組のアルバム（英語: Hot Hitz & Cold Kutz）で発売する予定だったが、EMIとキャピトルによって最終的に1枚組のアルバムとなった。その後、この事が原因かウイングスはアメリカにおいてキャピトルを離れ、CBS傘下のコロムビア・レコードに移籍することになった。
発売当時、12曲中5曲（「アナザー・デイ」「007/死ぬのは奴らだ」「ジュニアズ・ファーム」「ハイ・ハイ・ハイ」「夢の旅人」）がアルバム未収録曲であった。しかし、アルバムのCD化でこれらの曲がボーナス・トラックとして収録されたり、後継作品が登場した事によって、1995年のCDでの再発以降、2018年にリマスター化（日本盤はSHM-CD/紙ジャケット仕様）されるまで廃盤状態であった。

## 収録曲
1. アナザー・デイ - "Another Day"
2. 心のラヴ・ソング - "Silly Love Songs"
3. 007/死ぬのは奴らだ - "Live And Let Die"
4. ジュニアズ・ファーム - "Junior's Farm"
5. しあわせの予感 - "With A Little Luck"
6. バンド・オン・ザ・ラン - "Band On The Run"
7. アンクル・アルバート〜ハルセイ提督 - "Uncle Albert / Admiral Halsey"
8. ハイ・ハイ・ハイ - "Hi Hi Hi"
9. 幸せのノック - "Let 'Em In"
10. マイ・ラヴ - "My Love"
11. ジェット - "Jet"
12. 夢の旅人 - "Mull Of Kintyre"